# 夕野ヨシミ
夕野 ヨシミ（ゆうの ヨシミ）は、日本の作詞家。北海道出身。北海道大学工学部を卒業し、同北海道大学大学院工学研究科を中退。IOSYS所属。

## 概要
IOSYSの設立者。活動当初は「鈴木社長」・「スズキマサナガ」名義イオシスの主力であったコントCDの脚本および出演を主としていた。イオシスが同人CDを中核として以降は「夕野ヨシミ」名義で作詞のほか、グッズデザイン、CDブックレットデザイン、ウェブサイト制作も行う。2010年代前半までは、作詞以外のイオシス内での業務・出演では「しゃちょう（旧名義：鈴木社長に由来）」名義、作詞・アルバトロシクスでは「夕野ヨシミ」名義で使い分け、「夕野ヨシミ」名義の際にメディアで出演する際は代役を立てるなど行っていた。2010年代後半より、名義を「しゃちょう/夕野ヨシミ」で段階をおいて統合し、2018年現在「夕野ヨシミ」で一本化して活動している。
アニメ『アイドルマスター シンデレラガールズ』など、商業作品でも作詞参加している。
音楽ユニットアルバトロシクスにはCountess YOUNO名義で参加。

## 主な参加作品

### 東方アレンジ
- 東方氷雪歌集
  - チルノのパーフェクトさんすう教室
- 東方アゲハ
  - キャプテン・ムラサのケツアンカー
- 東方想幽森雛
  - タイヨウノハナ
- 東方キャノンボール
  - 華やぐ夢幻の少女たち

### アニメ
- 『アイドルマスター シンデレラガールズ』
  - 秋めいて Ding Dong Dang!
  - LET’S GO HAPPY!!
  - にょわにょわーるど☆
  - 花簪 HANAKANZASHI
  - 青の一番星
  - メルヘンデビュー!
- 『あっちこっち』
  - 恋の花びらをね（ミニアルバム　「～お悩みゅーじっく・たーみなる～」収録曲）
- 『えとたま』
  - 最強プロデュース!めざせ干支ップ☆アイドル
  - 忘却の旅路
- 『ペンギン娘はぁと』
  - 恋愛自由少女♀
- 『夢喰いメリー』
  - 月の見えない夜に
  - パステルマキアート
  - 終わらない夜を
  - 初夢チョコドーナツ
- 『ゆるゆり』
  - 恋の罰金バッキンガム!
  - 片想い授業中
- 『ゆるゆり♪♪』
  - でもでもバレバレだ!?

### ゲーム
- KONAMI『beatmania IIDX』
  - 突撃！ガラスのニーソ姫！
  - カジノファイヤーことみちゃん
  - ぷろぐれっしぶ時空少女！うらしまたろ子ちゃん
  - 死神自爆中二妹アイドルももかりん(1歳)
- KONAMI『pop'n music』
  - √太陽系◎ドーナツ化計画∞∀∞
- KONAMI『REFLEC BEAT』
  - オタサー☆レボリューション
- KONAMI『日向美ビタースイーツ♪』
  - めうめうぺったんたん！！
  - ちくわパフェだよ☆ＣＫＰ
  - ホーンテッド★メイドランチ
  - 滅亡天使 † にこきゅっぴん
  - 都会征服Girls☆
  - 激アツ☆マジヤバ☆チアガール
  - 地方創生☆チクワクティクス
- バンダイナムコアミューズメント『太鼓の達人』
  - 元祖！天才チルノちゃん☆
  - ヤマタイ★ナイトパーティー

### その他
- 『温泉むすめ』
  - 未来の彼方
- パチスロ『パチスロツインエンジェルBREAK』
  - ロリコン！ド変態！むっつりスケベ！
- パチスロ『麻雀物語2 激闘！麻雀グランプリ』
  - 天知る！地知る！お味噌汁！
- パチスロ『快盗天使ツインエンジェル』
  - 仮面の奥のエクスタシー
  - Innocent Wings
- パチスロ『快盗天使ツインエンジェル2』
  - エンドレスヘブン
- パチスロ『快盗天使ツインエンジェル3』
  - おとなになるのですっ!
- 株式会社パソナテック・キャラクター『てくのたん』キャラクターソング
  - Let’s 御社!!
- 『了法寺』
  - 寺ズッキュン！愛の了法寺！
  - なむ×きゅん
- 北海道ご当地キャラ『アックマ』キャラクターソング
  - FIRE AKKUMA FIRE
- 『炎の孕ませ“わんぱく”おっぱいお嬢さま学園』
  - わんぱく甘エロ！ちゅぱおっぱい！
- 『ラブらブライド』
  - Love Me Love La Bride!!
  - Thankful to you